# Abdirashid Sharmarke
Abdirashid Sharmarke, eller Abdirashid Ali Shermarke (somaliska: Cabdirashiid Cali Sharmaarke), född 16 oktober 1919, död 15 oktober 1969, var Somalias president 1967–1969. Han hade då tidigare varit landets premiärminister 1960–1964, utsedd av Ibrahim Igal.
Sharmarke mördades av sina egna livvakter under oroligheter i Somalia 1969.